# Moyie River
Moyie River är ett vattendrag i Kanada och USA.   Det ligger i provinsen British Columbia i Kanada och i delstaten Idaho i USA.
I omgivningarna runt Moyie River växer i huvudsak barrskog. Runt Moyie River är det mycket glesbefolkat, med 5 invånare per kvadratkilometer.